# Ventrifossa fusca
Ventrifossa fusca är en fiskart som beskrevs av Okamura 1982. Ventrifossa fusca ingår i släktet Ventrifossa och familjen skolästfiskar. Inga underarter finns listade i Catalogue of Life.